# Polyrhachis menozzii
Polyrhachis menozzii är en myrart som beskrevs av Vladimir Aphanasjevich Karavaiev 1927. Polyrhachis menozzii ingår i släktet Polyrhachis och familjen myror. Inga underarter finns listade i Catalogue of Life.